# Madison Square Guarden
A Madison Square Garden, chamado às vezes simplesmente de MSG ou The Garden, é um complexo de quatro arenas, localizado na cidade de Nova Iorque, Estados Unidos.
A primeira arena de hóquei foi inaugurada em 12 de fevereiro de 1879, na Madison Square Garden. Desde então, a região da Praça Madison recebe eventos desportivos. A atual estrutura foi inaugurada em 11 de Fevereiro de 1968. Tem capacidade para quase 20 mil torcedores em jogos de basquetebol e 18 mil em jogos de hóquei no gelo.
Ali jogam quatro times profissionais da cidade, o New York Knicks (NBA), o New York Liberty (WNBA), o New York Rangers (time de hóquei no gelo da NHL) e o New York Titans (time de lacrosse da NLL). Madison Square Garden foi também o palco da primeira WrestleMania da World Wrestling Entertainment.
Recebeu o All-star game da NBA de 1998, da WNBA de 2003 e 2006 da NHL de 1994, alguns jogos da Copa do Mundo de Hóquei no Gelo de 1996. Também recebeu confrontos de boxe históricos, com Joe Frazier contra Muhammad Ali.
Houve várias tentativas de mudar os Knicks e os Rangers - os principais usuários do ginásio - para o subúrbio da Nova Iorque e até para East Rutherford, New Jersey, todas sem sucesso.
Um dos principais eventos mundiais o WrestleMania é realizado em dez e dez anos lá.